# Блох, Маркус Элиезер
Маркус Элиезер Блох — немецкий медик и натуралист, ихтиолог.

## Биография
Родился в 1723 году в Ансбахе в бедной семье. Вырос почти без образования. Знакомство с еврейской литературой позволило ему занять место учителя еврейского языка у одного еврея-хирурга в Гамбурге. Блох научился немецкому и латинскому языкам и приобрел сведения по анатомии и физиологии. Он отправился в Берлин для дальнейшего изучения естествознания и получил диплом врача во Франкфурте-на-Одере. Практической деятельностью Блох занимался мало, посвятив себя ихтиологии. Умер учёный в 1799 году в Карлсбаде.

## Научная деятельность
Только первая работа Блоха Medicin. Bemerkungen nebst einer Abhandlung vom Pyrmonter Sauerbrunnen не посвящена ихтиологии. Большую известность приобрело его сочинение Allgemeine Naturgeschichte der Fische (имеется французский перевод), в 12 томах, с 432 раскрашенными рисунками, печатавшееся от 1782 до 1795 г. Долгое время оно было единственным сочинением по ихтиологии и до сих пор не потеряло своего значения благодаря превосходным рисункам. Помимо мелких заметок, Блоху также принадлежит неоконченное сочинение Systema ichthyologiae iconibus CX illustratum. Коллекция рыб Блоха после его смерти была приобретена прусским правительством и вошла в состав берлинского зоологического музея, одна из зал которого украшена портретом Блоха.